# Elizabeth (nombre)
Elizabeth / Elisabeth  (hebreo: אלישבע Elyšeba, griego: Ἐλισάβετ Elisabet, latín: Elisabeth)
es un nombre teofórico femenino de origen hebreo y significa 'Dios es mi promesa'  La adaptación al español de este nombre es Elísabet.
Elizabeth en hebreo Elyšeba está formado por el prefijo Ely (אלי) que significa Ēl mio y cuya traducción bíblica es Dios o poderoso, mientras (שבע Seba) es la conjugación de Nisbá (נשבע promesa).
Se dice que el nombre Elisa, pueda ser un acorte de Elyšeba, quedando de forma literal 'Dios es mi salvación o ayuda'.
Otras formas del nombre son: "'Elita, Liz, Lizzie, Eliza, Beth, Betty"'.

## Personas
- Elizabeth Ponce, Asistente de la ISF.
- Erzsebeth Bathory, conocida como la "Condesa Sangrienta". Condesa húngara que bajo su reinado cometió los infames asesinatos de 650 mujeres y niñas.
- Elizabeth I, Isabel I, reina de Inglaterra e Irlanda.
- Elizabeth II, Isabel II, reina del Reino Unido.
- Whitney Elizabeth Houston, cantante estadounidense.
- Elizabeth Gillies, actriz, cantante y bailarina estadounidense.
- Elizabeth Taylor, actriz.
- Elizabeth Hurley, modelo y actriz.
- Elizabeth McGovern, actriz.
- Elizabeth Marte Ferreras, Luchadora y ganadora de Batallas
- Elizabeth Gilbert, escritora.
- Elizabeth Olsen, actriz.
- Elizabeth Montgomery, actriz.
- Elizabeth Bennet, personaje del libro Orgullo y prejuicio
- Elizabeth, personaje del Chavo del 8.
- Elizabeth Swann, personaje de la saga Piratas del Caribe
- Elizabeth Holmes, empresaria y directora ejecutiva de Theranos empresa que diseña y fabrica pruebas de laboratorio clínico con gotas de sangre.
- Elizabeth Schuyler Hamilton, esposa del padre fundador Alexander Hamilton.
- Elizabeth Henstridge, actriz
- Meghan Elizabeth Trainor, cantante, compositora y productora musical estadounidense.
- Elisabeth de Brabante, heredera del Trono Belga.
- Elizabeth Woolridge Grant, más conocida como Lana Del Rey, cantante.